# Aïllant de transferència de càrrega

Una comparació entre la transferència de càrrega i les estructures de bandes aïllants de Mott-Hubbard: un cuprat vs un niquelat.

Els aïllants de transferència de càrrega són una classe de materials que es preveu que siguin conductors seguint la teoria de bandes convencional, però que en realitat són aïllants a causa d'un procés de transferència de càrrega. A diferència dels aïllants Mott, on les propietats aïllants sorgeixen dels salts d'electrons entre les cèl·lules unitats, els electrons dels aïllants de transferència de càrrega es mouen entre els àtoms dins de la cel·la unitat. En el cas de Mott-Hubbard, és més fàcil que els electrons es transfereixin entre dos llocs metàl·lics adjacents (interacció Coulomb U in situ); aquí tenim una excitació corresponent a l'energia de Coulomb U amb
{\displaystyle d^{n}d^{n}\rightarrow d^{n-1}d^{n+1},\quad \Delta E=U=U_{dd}}.
En el cas de la transferència de càrrega, l'excitació passa des del nivell p de l'anió (per exemple, l'oxigen) al nivell d del metall amb l'energia de transferència de càrrega Δ:
{\displaystyle d^{n}p^{6}\rightarrow d^{n+1}p^{5},\quad \Delta E=\Delta _{CT}}.
U està determinada per efectes repulsius/intercanvi entre els electrons de valència del catió. Δ està ajustat per la química entre el catió i l'anió. Una diferència important és la creació d'un forat d'oxigen, corresponent al canvi d'estat d'un " normal" {\displaystyle {\ce {O^2-}}}a l'iònic {\displaystyle {\ce {O-}}}. En aquest cas, el forat del lligand es denota sovint com {\textstyle {\underline {L}}}.
La distinció entre Mott-Hubbard i aïllants de transferència de càrrega es pot fer mitjançant l'esquema Zaanen-Sawatzky-Allen (ZSA).
De manera anàloga als aïllants de Mott, també hem de considerar el superintercanvi en els aïllants de transferència de càrrega. Una contribució és similar al cas de Mott: el salt d'un electró d d'un lloc de metall de transició a un altre i després tornar de la mateixa manera. Aquest procés es pot escriure com
{\displaystyle d_{i}^{n}p^{6}d_{j}^{n}\rightarrow d_{i}^{n}p^{5}d_{j}^{n+1}\rightarrow d_{i}^{n-1}p^{6}d_{j}^{n+1}\rightarrow d_{i}^{n}p^{5}d_{j}^{n+1}\rightarrow d_{i}^{n}p^{6}d_{j}^{n}}
Això donarà lloc a un intercanvi antiferromagnètic (per a nivells d no degenerats) amb una constant d'intercanvi {\displaystyle J=J_{dd}}.